# موس الشوكولا
موس الشوكولا (بالفرنسية: Mousse au chocolat)‏ هي نوع من الكريما يمكن أن تضاف إلى الكيك. تحضّر من الزبدة، الشوكولا، الكريما السائلة، الفانيليا، كما يمكن إضافة الشوكولا الأبيض المبروش، البندق والمارشملو.
وصف مينون موس الشوكولاتة لأول مرة في عام 1755 باسم موس الشوكولاتة، وهو المصطلح الذي ينطبق أيضًا على الرغوة في مشروب الشوكولاتة.
تحتوي عادةً الموس على كمية مرتفعة من السعرات الحرارية، الكربوهيدرات والدهون لذلك من الأفضل تناول كمية قليلة جداً إذ إن كل حصة تحتوي على 623 سعرة حرارية، 44غ من الدهون و 53غ من الكربوهيدرات.